# Bitch I'm Madonna
"Bitch I'm Madonna" (tạm dịch: Đĩ! Tao là Madonna) là một bài hát của ca sĩ người Mỹ Madonna nằm trong album phòng thu thứ 13 của cô, Rebel Heart (2015). Với sự tham gia góp giọng của rapper Nicki Minaj, bài hát được đồng sáng tác và sản xuất bởi Madonna, Diplo, và Sophie, với sự tham gia sáng tác của MoZella, Toby Gad, Ariel Rechtshaid và Minaj. Nó đã được phát hành như là đĩa đơn thứ ba trích từ album bởi Interscope Records vào ngày 15 tháng 6 năm 2015.
Bài hát nhận được những phản ứng trái chiều từ các nhà phê bình âm nhạc, một số người gọi nó là "năng động", và tán dương vai trò của Minaj, trong khi số khác nói rằng đó chỉ là "cách gây sốc một cách tuyệt vọng". Tại Mỹ, "Bitch I'm Madonna" trở thành bài hát đầu tiên của Madonna lọt vào bảng xếp hạng Billboard Hot 100 sau 3 năm, đạt vị trí thứ 84. Đây là lần thứ 63 của Minaj và thứ 57 của Madonna xuất hiện trên Hot 100, giúp họ xếp thứ 3 và 4 trong danh sách những nghệ sĩ nữ có nhiều ca khúc từng lọt vào bảng xếp hạng này nhất. Trên thế giới, nó đã lọt vào top 30 ở Phần Lan, Hungary, và Thụy Điển, cũng như đứng đầu bảng xếp hạng Hot Dance Club Songs, trở thành đĩa đơn quán quân thứ 46 của cô làm được điều này.
Một video ca nhạc của bài hát, do Jonas Åkerlund làm đạo diễn, trong đó Minaj và nhà sản xuất Diplo xuất hiện cùng với Madonna. Đoạn video cũng có sự tham gia góp mặt của Rita Ora, Chris Rock, Miley Cyrus, Beyoncé, Katy Perry và Kanye West. Tuy nhiên, sự vắng mặt của các ngôi sao khách mời này (bao gồm cả Minaj) trên phim trường (ngoại trừ Ora và Rock) đã vấp phải những sự chỉ trích, coi đây chỉ là một hình thức lôi kéo sự chú ý. Ngoài ra, nó cũng bị đem lên bàn cân so sánh với video ca nhạc phát hành cùng thời điểm của ca sĩ Taylor Swift cho đĩa đơn "Bad Blood" vì cũng có sự xuất hiện của nhiều khách mời. Để quảng bá bài hát, Madonna đã biểu diễn "Bitch I'm Madonna" trong chương trình The Tonight Show Starring Jimmy Fallon.

## Danh sách bài hát
- Tải kĩ thuật số (bản album)[2]

1. "Bitch I'm Madonna" (hợp tác với Nicki Minaj) – 3:47

- Tải kĩ thuật số (bản sạch)[3]

1. "B**** I'm Madonna" (hợp tác với Nicki Minaj) – 3:47

- Tải kĩ thuật số (Remixes)[4]

1. "Bitch I'm Madonna" (Fedde le Grand Remix) – 3:55
2. "Bitch I'm Madonna" (Rosabel's Bitch Move Mix) – 7:05
3. "Bitch I'm Madonna" (Sander Kleinenberg Remix) – 4:58
4. "Bitch I'm Madonna" (Junior Sanchez Remix) – 5:10
5. "Bitch I'm Madonna" (Oscar G 305 Dub) – 8:44
6. "Bitch I'm Madonna" (Sick Individuals Remix) – 5:07
7. "Bitch I'm Madonna" (Dirty Pop Remix) – 5:11
8. "Bitch I'm Madonna" (Flechette Remix) – 3:21
9. "Bitch I'm Madonna" (Oscar G Bitch Beats) – 8:44
10. "Bitch I'm Madonna" (Rosabel's Bitch Move Dub) – 7:35

## Xếp hạng
| Bảng xếp hạng (2014–15)                       | - Vị trí - cao nhất |
| --------------------------------------------- | ------------------- |
| Bỉ (Ultratip Flanders)                        | 50                  |
| Canada (Canadian Hot 100)                     | 58                  |
| Phần Lan (Suomen virallinen latauslista)      | 13                  |
| Pháp (SNEP)                                   | 90                  |
| Hungary (Single Top 40)                       | 21                  |
| Tây Ban Nha (PROMUSICAE)                      | 49                  |
| Sweden (DigiListan)                           | 30                  |
| Hoa Kỳ Billboard Hot 100                      | 84                  |
| Hoa Kỳ Hot Dance/Electronic Songs (Billboard) | 5                   |
| Hoa Kỳ Dance Club Songs (Billboard)           | 1                   |

## Lịch sử phát hành
| Nước     | Ngày                | Định dạng                  | Nhãn                           |
| -------- | ------------------- | -------------------------- | ------------------------------ |
| Úc       | 15 tháng 6 năm 2015 | Tải kĩ thuật số (Remix EP) | Boy Toy Live Nation Interscope |
| Đức      | 15 tháng 6 năm 2015 | Tải kĩ thuật số (Remix EP) | Boy Toy Live Nation Interscope |
| Nhật Bản | 15 tháng 6 năm 2015 | Tải kĩ thuật số (Remix EP) | Boy Toy Live Nation Interscope |
| Canada   | 16 tháng 6 năm 2015 | Tải kĩ thuật số (Remix EP) | Boy Toy Live Nation Interscope |
| Mỹ       | 16 tháng 6 năm 2015 | Tải kĩ thuật số (Remix EP) | Boy Toy Live Nation Interscope |